# داستين جونسون
داستين جونسون (بالإنجليزية: Dustin Johnson)‏ هو لاعب غولف أمريكي، ولد في 22 يونيو 1984 في كولومبيا في الولايات المتحدة.

## وصلات خارجية
- الموقع الرسمي
- داستين جونسون على موقع رابطة لاعبي الغولف المحترفين (الإنجليزية)
- داستين جونسون على موقع التصنيف العالمي الرسمي للغولف (الإنجليزية)